# 伏見站 (京都府)
伏見站（日语：／ Fushimi eki */?）是一個位於日本京都府京都市伏見區深草柴田屋敷町，屬於近畿日本鐵道（近鐵）京都線的鐵路車站。車站編號是B06。

## 車站構造
對向式月台2面2線的高架車站。月台有效長度為6節。閘機、大堂為1樓，月台為2樓。閘口只限1處。

### 月台配置
| 月台 | 路線   | 方向 | 目的地                                                       |
| ---- | ------ | ---- | ------------------------------------------------------------ |
| 1    | 京都線 | 下行 | 丹波橋、新田邊、大和西大寺、奈良、天理、橿原神宮前、吉野方向 |
| 2    | 京都線 | 上行 | 京都、京都國際會館方向                                       |

## 使用情況
近年此站1日上下車人次調查結果如下表。
- 2018年11月13日：7,408人
- 2015年11月10日：7,132人
- 2012年11月13日：6,326人
- 2010年11月9日：6,377人
- 2008年11月18日：6,160人
- 2005年11月8日：6,361人

## 相鄰車站
近畿日本鐵道
 京都線
■急行、■準急
通過
■普通
竹田（B05/K15）－伏見（B06）－近鐵丹波橋（B07）

### 曾經存在的路線
鐵道省（國有鐵道）
奈良線（舊線）
東寺假停車場－伏見－桃山

## 外部連結
- 伏見 - 近畿日本鐵道